# Silvio Fantuzzi
Silvio Fantuzzi (Reggio Emilia, 10 maggio 1894 – Reggio Emilia, 6 ottobre 1960) è stato un politico e partigiano italiano, dirigente e parlamentare del Partito Comunista Italiano.

## Biografia
Giovane contadino, partecipa alla prima guerra mondiale, resta ferito e porterà un'invalidità permanente a un braccio. Dopo 15 mesi di cure rientra a Massenzatico (RE) e si collega al Circolo giovanile socialista entrando nel Consiglio direttivo. Aderisce al Partito Comunista nel 1928. Nel 1933 è arrestato e confinato a Ponza. Ripreso il lavoro politico a Massenzatico è di nuovo arrestato nel 1938.
Partecipa attivamente alla Resistenza come Ufficiale di collegamento delle Squadre di Azione Patriottica (SAP) e rivolgendo soprattutto il suo lavoro verso i contadini. All'indomani della liberazione è Segretario della Confederterra (CGIL) di Reggio Emilia, incarico che conserverà fino al 1957 quando diventa Presidente provinciale dell'Alleanza Contadini.
Nel 1946 è eletto nel Consiglio comunale della città del tricolore. Il 2 giugno 1946 è eletto all'Assemblea Costituente per il PCI eletto nel XIV Collegio (Pr-Mo-Pc-Re). È eletto Senatore nella I legislatura in Emilia-Romagna, Collegio di Castelnuovo ne' Monti – Sassuolo, e successivamente nella II legislatura, eletto nel Collegio di Reggio Emilia.